# Libro delle strade e dei Reami (Ibn Khordadbeh)
Il Libro delle strade e dei Reami (in arabo كِتَاب ٱلْمَسَالِك وَٱلْمَمَالِك‎?, Kitāb al-Masālik wa-l-Mamālik) è un testo geografico del IX secolo scritto dal geografo persiano Ibn Khordadbeh. Esso mappa e descrive le principali rotte commerciali dell'epoca all'interno del mondo musulmano e illustra le regioni commerciali lontane come il Giappone, la Corea e la Cina. Fu scritto intorno all'870 d.C., durante il regno di Al-Muʿtamid del califfato abbaside, mentre il suo autore era direttore delle poste e della polizia per la provincia abbaside di Jibal nell'odierno Iran.
L'opera utilizza gran parte dei termini amministrativi persiani, presta notevole attenzione alla storia iraniana preislamica e utilizza il "sistema di divisione cosmologica del mondo iraniano nativo". Tutti questi elementi mostrano "l'esistenza di fonti iraniane al centro dell'opera".
Claudio Tolomeo, la storia greca e quella iraniana preislamica hanno una chiara influenza sull'opera.